# Rob Base and DJ E-Z Rock
Rob Base and DJ E-Z Rock foi uma dupla de hip hop fundada em Nova Iorque, Estados Unidos, em 1985. Uma de suas canções, "It Takes Two" (com samples da canção "Think (About It)" de Lyn Collins), figurou na trilha sonora de Grand Theft Auto: San Andreas, mais precisamente na playlist da estação Playback FM.

## Discografia
| Informações do álbum |
| --- |
| It Takes Two - Lançado: 1988 - Posições nas paradas: #31 US, #4 Top R&B/Hip-Hop - Última certificação da RIAA: Platina séptuplo - Singles: "It Takes Two", "Get on the Dance Floor", "Joy and Pain", "Crush" |
| The Incredible Base - Lançado: 1989 - Posições nas paradas: #50 US, #20 Top R&B/Hip-Hop - Última certificação da RIAA: Ouro - Singles: "Turn It Out", "Outstanding", "Get Up and Have a Good Time"           |
| Break of Dawn - Lançado: 1994 - Posições nas paradas: - - Última certificação da RIAA: - - Singles: "Break of Dawn"                                                                                          |